# W

Litera Ww scrisă cu fontul „School Script Dashed”.

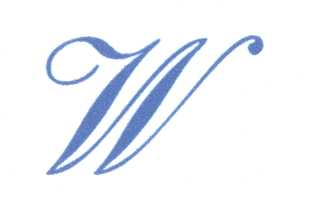
Majuscula W

Minuscula w

W este a douăzeci și treia literă din alfabetul latin și a douăzeci și opta din alfabetul limbii române. Litera a fost inventată de scriitori anglo-saxoni în secolul al VII-lea. În limba română, este folosită în scrierea numelor proprii și în neologisme cu caracter internațional.

## Alte reprezentări
| Alfabetul fonetic NATO | Codul Morse |
| Whiskey                | ·––         |

|                                                 |                     | ⠺       |
| Sistemul de semnalizare maritimă internațională | Alfabetul semaforic | Braille |